# لورنا سميث بنجامين
لورنا سميث بنجامين (بالإنجليزية: Lorna Smith Benjamin)‏ هي عالمة نفس أمريكية، ولدت في 1934.